# Loïs Habert
Loïs Habert (* 18. November 1983 in Valence, Frankreich) ist ein ehemaliger französischer Biathlet.

## Leben und Karriere
Habert betrieb Biathlon seit 2000 im Skiverein Schuss Valentinois, später in der Spitzensportler-Einheit der französischen Zollbehörde Douanes. Seit 2001 gehörte er zum französischen Nationalkader. Er startete seit der Saison 2002/03 im Europacup. Viermal konnte er hier bis 2006 Zweiter werden, dreimal Dritter. Im Biathlon-Weltcup debütierte er bei einem Sprint in Oberhof (72.). Seine erste Weltcup-Saison war ein reines Lehrjahr. Erstmals in die Punkte lief er bei einem Sprint in Oberhof. In der Saison 2007/2008 erreichte er als beste Ergebnisse den 13. Platz im Einzel in  Pokljuka und den 12. Rang im Sprint in Oberhof. Sein bestes Ergebnis in einem Einzelrennen erreichte er 2011 in Oberhof, wo er im Sprint 10. wurde. 2012 beendete Habert seine aktive Karriere.
Nach seiner Aktivenzeit wurde er Biathlontrainer und arbeitete als französischer Co-Kommentator bei Biathlon-Großereignissen für Eurosport.
Loïs Habert ist seit 2011 mit der Biathletin Marie Dorin-Habert verheiratet, sie haben zwei Töchter. Gemeinsam betreiben sie seit 2019 in Corrençon-en-Vercors ein zusammen mit dem ehemaligen Skilangläufer Robin Duvillard errichtetes Sporthotel mit Golfplatz, Biathlonstadion und Rollski-Strecken.

## Biathlon-Weltcup-Platzierungen
Die Tabelle zeigt alle Platzierungen (je nach Austragungsjahr einschließlich Olympische Spiele und Weltmeisterschaften).
- 1.–3. Platz: Anzahl der Podiumsplatzierungen
- Top 10: Anzahl der Platzierungen unter den ersten zehn (einschließlich Podium)
- Punkteränge: Anzahl der Platzierungen innerhalb der Punkteränge (einschließlich Podium und Top 10)
- Starts: Anzahl gelaufener Rennen in der jeweiligen Disziplin

| Platzierung | Einzel | Sprint | Verfolgung | Massenstart | Staffel | Gesamt |
| ----------- | ------ | ------ | ---------- | ----------- | ------- | ------ |
| 1. Platz    |        |        |            |             |         |        |
| 2. Platz    |        |        |            |             |         |        |
| 3. Platz    |        |        |            |             | 1       | 1      |
| Top 10      |        | 1      |            |             | 8       | 9      |
| Punkteränge | 8      | 11     | 8          | 2           | 11      | 40     |
| Starts      | 18     | 48     | 25         | 2           | 11      | 104    |

## Weblink
- Loïs Habert in der Datenbank der IBU (englisch)